# هيزل روز ماركوس
هيزل روز ماركوس (بالإنجليزية: Hazel Rose Markus)‏ هي عالمة نفس أمريكية، ولدت في 9 مارس 1949 في لندن في المملكة المتحدة.